# Valåsens herrgård
För andra betydelser, se Valåsen (olika betydelser).
Valåsens herrgård är en herrgård i östra Karlskoga vid tätorten Valåsen och Labbsand. Valåsen har varit föremål för flera litterära skildringar, och bebotts av flera namnkunniga författare. Bland dem märks Sven Stolpe. Den ligger nära Valån, öster om sjön Möckeln, vid en brant, och gränsar till bergskammen Kilsbergen och Angsjön i öst.

## Historia
Valåsens bruk, vars historia är nära förknippad med herrgårdshistorien, förvärvades på 1630-talet av Gerhard Ysing som köpte den av borgmästare Arvid Bengtsson. Valåsen övergick sedan till Ysings arvinge, Johan Ysing. Vid 1700-talets slut förvärvades den av adelsmannen och hovjunkaren Bengt von Hofsten, där han skapade en engelsk park. Herrgården övergick sedan till hans arvingar. Bengt von Hofsten avled 1826 varpå herrgården övergick i sonen Erland von Hofstens ägo. Herrgården togs sedan över av hans son Bengt Johan von Hofsten år 1839. Den sista medlemmen av von Hofsten-familjen som kom att bo på Valåsens herrgård var målaren Hugo Olof von Hofsten, som 1885 emigrerade till USA. På herrgården föddes också barnboksförfattaren Johanna Christina von Hofsten.
Vid början av 1900-talet bodde brukspatron Carl Johan Yngström på herrgården.
Delar av den Löwensköldska ringen av Selma Lagerlöf utspelar sig på herrgården.